# 符先辉
符先辉 （1918年10月—1998年1月7日），陕西省镇巴县人，中国人民解放军高级将领，开国少将，大军区正职待遇。1969年2月起长期担任中国人民解放军第二炮兵副司令员，中国战略导弹部队主要奠基人、第二炮兵首任基地和阵地建设总指挥。符先辉于1932年11月参加工农红军，作为中国人民解放军山地战雄师55师的首任师长，陈赓大将多次赞誉其“机智灵活、多谋善断、智勇双全”。1954年12月担任中國人民志願軍第二十一軍副軍長，1955年被授予大校军衔。1960年8月任職北京軍區工程兵主任（正军），1961年晋升少将军衔。1964年5月起担任有御林军称谓的第六十五军军长，在苏联大兵压境的非常年代担任守备京畿重任。符先辉将军1955年被授予三级八一勋章、二级独立自由勋章、二级解放勋章，1988年被中央军委授予中国人民解放军一级红星功勋荣誉章，是中国共产党第九次全国代表大会代表，第六届全国人民代表大会代表。

## 生平
1932年11月，符先辉参加工农红军，历任红四方面军军部参谋处通信员、红四方面军军委交通队排长等职，先后参加了建立川陕苏区和反围剿战爭，并随红四方面军参加二万五千里长征，三过草地，1935年选送红军大学学习。
抗日战争时期，符先辉历任一二九师教导团队长，1937年12月，受党的委派到决死队开展工作，率部与日寇顽强作战，历任山西青年抗敌决死一纵队游击一支队队长、游击二团营长兼教导队队长，太岳军区五十七团营长、副团长、七十二团团长等职，先后参加粉碎日寇进攻晋东南的九路围攻战役、百团大战和上党战役。
第二次国共内战时期，符先辉历任晋冀鲁豫军区陈赓第四纵队第十二旅三十六团团长，十二旅副旅长兼参谋长，两郧军分区司令员，解放军第十九军五十五师首任师长等职，先后参加吕梁战役、汾孝战役、晋南战役、临汾战役、白晋战役、灵介战役、宛西战役、陕南战役、川北战役。第五十五师参加了上党、吕梁、晋南、宛西、襄樊、淮海、陕南、进军川北等战役。在鄂陕交界安康平利县关垭子战斗中，歼敌1个师，俘敌师长符树蓬。在解放安康的牛蹄岭战役中，55师等部与数倍于我的胡宗南部进行激战，取得了陕南战役的决定性胜利。1949年底，率部进军川北，指挥了川北战役，歼灭川陕鄂豫绥靖公署主任王凌云部3个军另1个师，俘敌13000余人。
1952年到朝鲜战场见习对美作战战略战术。1952年8月进入解放军南京高等军事学院高级系学习，1954年以优异成绩毕业。1954年12月，赴朝任中国人民志愿军第二十一军副军长。归国后，1959年指挥部队参加了青海、西藏作战，为边疆的安宁和祖国统一事业做出了应有贡献。1960年8月，任职北京军区工程兵主任，负责华北军事工程指挥设施建设，为中国建设构筑华北沿海防御工事做出重要贡献。1964年5月起，任职第六十五军军长，在大力提高部队军事训练发展生产建设同时，带领时任65军参谋长周衣冰等同志，参与国防部跨军区数千公里勘察预设战场，负责北线战场和塞外长城坝上防务工程的建设并做出了关键性贡献，受到周恩来总理的关注和嘉勉。1968年底北京军区上报军委拟定任命符先辉担任北京军区副司令。1969年2月在周恩来总理亲自过问下，符先辉将军出任第二炮兵副司令员，主管中国战略导弹基地和阵地工程建设。到1985年离职1988年正式休养，前后历时19年，符先辉将军作为中国第二炮兵（火箭军）的作战和导弹基地建设主官，为国防事业建设做出了巨大贡献，被公认为中国战略导弹部队基地和阵地工程的奠基人。1998年1月7日在北京逝世，享年80岁。